# Integrated Motor Assist

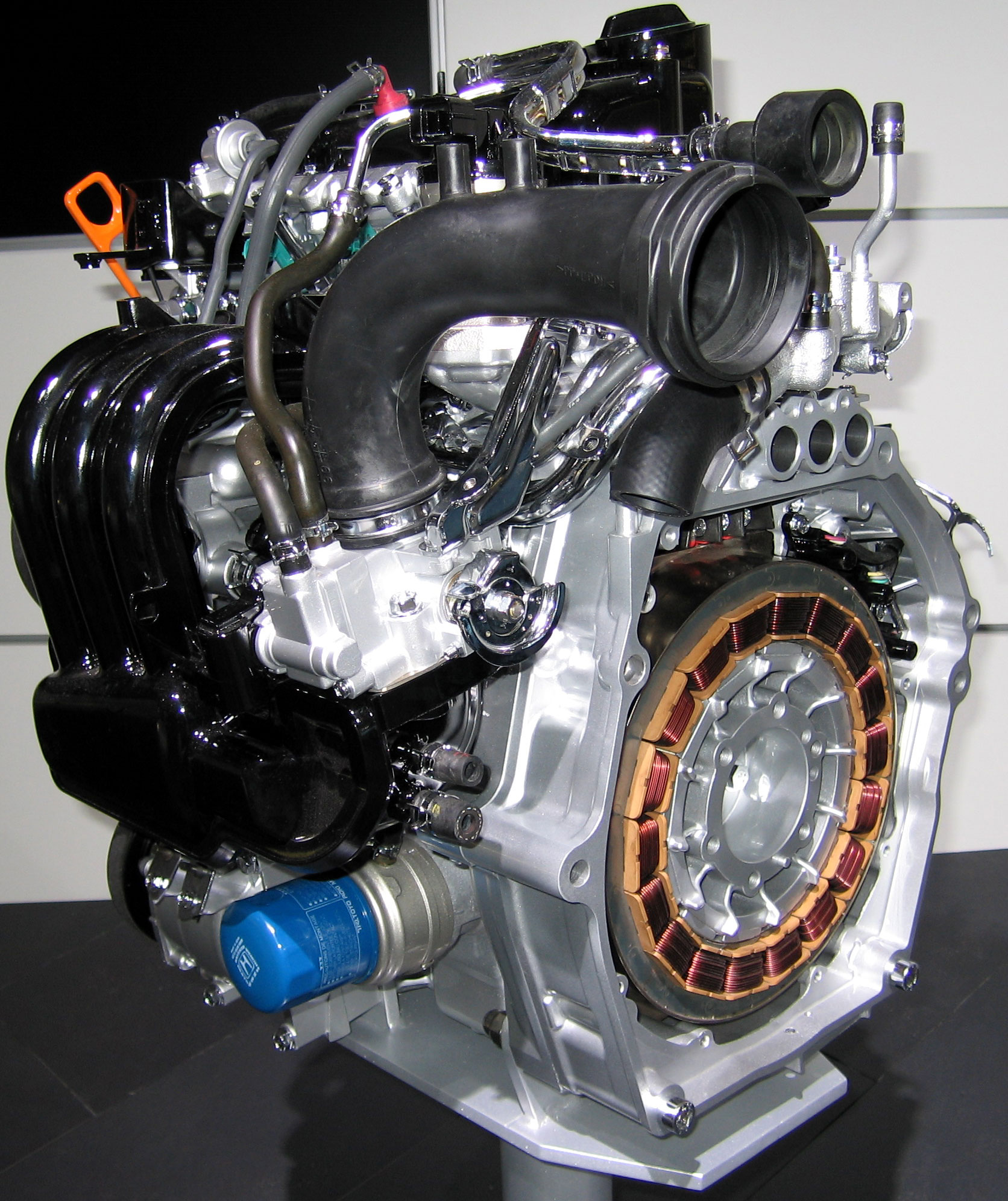
Honda Insight IMA, 1999. Dónde el IMA está ubicado en la posición del embrague.

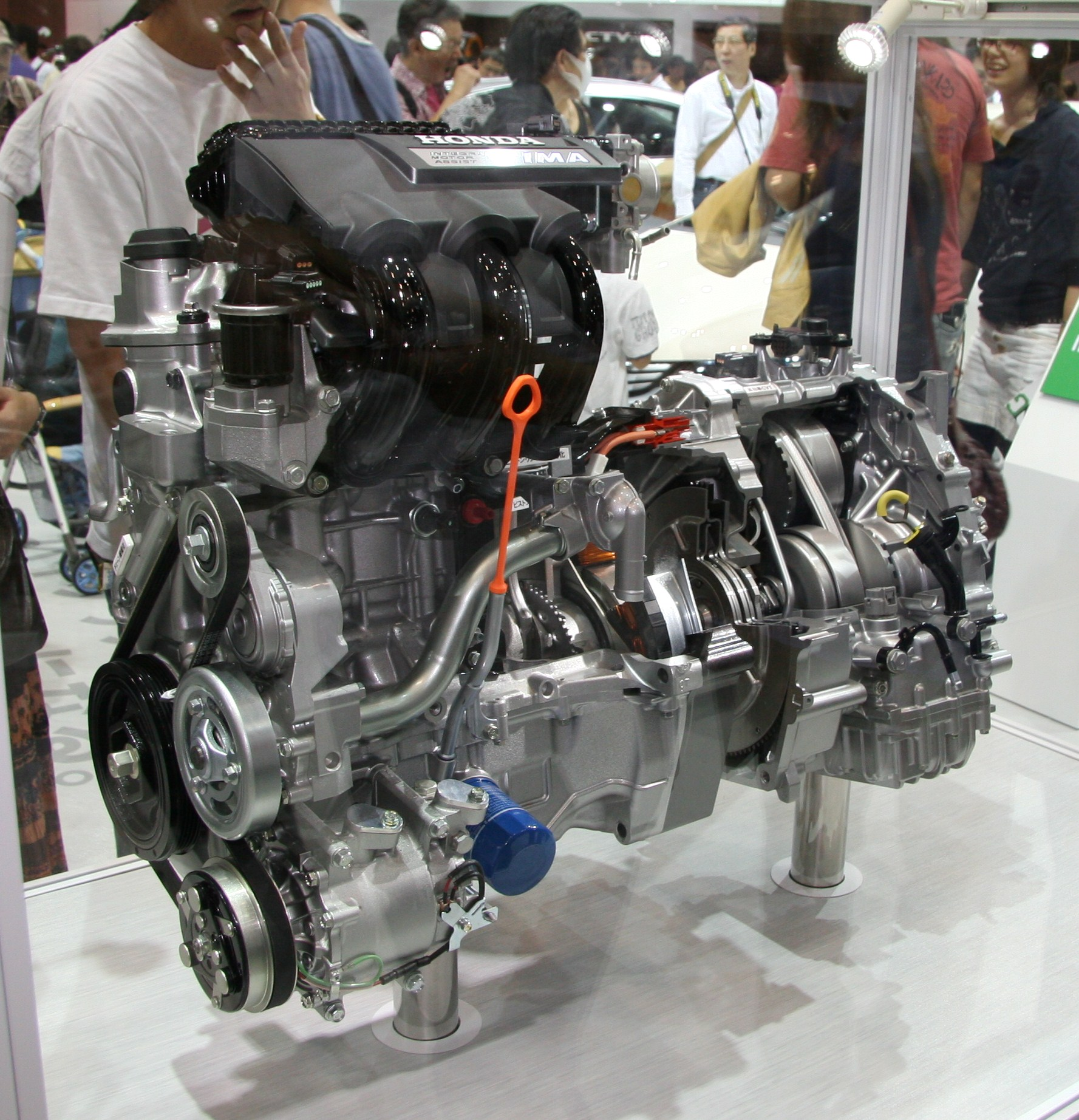
Honda Insight IMA, 2009.

El Integrated Motor Assist (comúnmente abreviado como IMA) es un sistema tecnológico de Honda integrada en sus vehículos híbridos, introducida en 1999 en el Honda Insight. Se trata de una aplicación específica de un híbrido paralelo. Utiliza una Motor eléctrico montado entre el motor de combustión interna y la transmisión para que actúe como Motor de arranque, equilibrado de motor y como Motor de tracción. Este sistema también puede considerarse como Sistema KERS (Sistema de recuperación de energía cinética)

## Descripción general
El sistema IMA o Motor Auxiliar Integrado, es un sistema avanzado de generación de potencia híbrida. Una de sus aplicaciones es la regeneración de energía a partir del frenado, con esto, se busca disminuir las emisiones contaminantes (principalmente el NOx), además, también logra obtener una eficiencia a la hora de utilizar la energía eléctrica. Por lo tanto, el IMA supone una gran ventaja con  relación los autos convencionales atmosféricos, puesto que logra tener ciertos beneficios.

Los principales beneficios son:
• Costos más bajos de operación
• Niveles altos de seguridad
• Mejor desempeño
Para entender mejor el sistema IMA hay que tener noción de los términos y componentes involucrados para su funcionamiento.

• Módulo de alta tensión (Acumulador)
• Unidad Impulsora de Potencia (PDU) ó Unidad de Dirección de Potencia (PDU), en ambos casos el funcionamiento es el mismo.
• Módulo de Control del Motor (MCM)
• Convertidor Eléctrico (CA a DC o DC a DC)
• Motor auxiliar integrado IMA

En su primera generación, el IMA no pudo ayudar en aumentar la potencia del coche sólo con electricidad, sólo se podía usar para ayudar al motor o arrancarlo. En 2006 el Honda Civic Hybrid, sin embargo, podía activar el motor eléctrico para mover el vehículo sin encender el motor de combustión interna. En contra al Hybrid Synergy Drive (HSD) de Toyota o el Cooperación Global Hybrid de General Motors y Daimler-Chrysler, el IMA tiene menos potencia en el motor/generador que a su vez permite al coche reducir la velocidad o detener su ritmo de desaceleración en menor medida, ya que no puede funcionar sin necesidad de encender el motor que se acopla directamente a su motor eléctrico.

## Frenado regenerativo
La teoría detrás del IMA se basa en utilizar la frenada regenerativa para recuperar parte de la energía perdida a través de la desaceleración, y la reutilización de la energía para ayudar a acelerar el vehículo. Esto tiene dos efectos: Aumenta la tasa de aceleración y reducir el trabajo requerido por el motor de gasolina. La fuerza de aceleración es importante ya que permite al motor reducir a una variante de consumo de combustible más pequeña sin que el vehículo resulte lento o poco potente. Este motor más pequeño es la principal razón por la que los coches que equipan el sistema IMA consiguen mejor kilometraje a diferencia de sus rivales más convencionales.

## Arranque
Cuando el vehículo se pretende encender actúa el motor integrado (IMA) el cual da arranque al motor de combustión interna mantenimiento un margen de 1000 a 1500 RPM dependiendo del clima.
Si el módulo SOC (State of charge) detecta fallas en el sistema IMA, fallas en los cables de alta tensión, temperaturas extremas de operación en el sistema o en peores casos fallas en el módulo de alimentación del sistema, desactiva el sistema híbrido haciendo funcionar exclusivamente al motor de combustión interna mediante la batería o acumulador de 12V, que a su vez acciona el típico motor de arranque convencional.
Adicionalmente, los vehículos equipados con IMA pueden apagar su motor de combustión interna cuando el vehículo se detiene y utilizar el motor eléctrico para moverse hasta que el conductor suelte el pedal del freno. También tienen un motor de arranque convencional como respaldo, por lo que es el único sistema híbrido de producción que puede funcionar con su sistema eléctrico de alta tensión deshabilitado, utilizando sólo su motor de combustión interna como un vehículo tradicional. Sin embargo, se sabe que el IMA también actúa como el alternador del vehículo, por lo que con el tiempo la batería adicional de 12 voltios requerirá una carga externa.

## Aceleración
La aceleración en el sistema IMA resulta ser más compleja.
Al momento de acelerar el vehículo el módulo de energía que alimenta al motor auxiliar comienza a cumplir su función. El módulo de energía suministra a la Unidad De Dirección de Potencia (PDU) una cantidad considerable de energía la cual será convertida a corriente alterna (AC), misma que será dirigida al motor auxiliar IMA para que cumpla su función.
Al momento de que el conductor accione el pedal de aceleración el Motor Auxiliar IMA comenzará a dar potencia suficiente para hacer que el vehículo avance normalmente, sin embargo, el motor de combustión interna es el que se encarga de dar el mayor torque y solamente el Motor Auxiliar IMA servirá como suplemento.
Cuando el módulo de energía que suministra el IMA se encuentre en carga mínima, el mismo sistema se desactiva para operación de bajo consumo y solo será activado para la aceleración de ahogamiento muy abierta (WOT) por sus siglas en inglés Wide Open Throttle o también conocida como aceleración fuerte.
En casos más preocupantes cuando la reserva de energía esté en mínimo el sistema IMA no será activado y solamente se encargará de producir 12V DC para alimentar el sistema eléctrico del automóvil.

## Comportamiento en Velocidad Constante o de Crucero
Cuando el vehículo se encuentra en velocidad constante o de crucero el sistema integrado se cerciora de que halla suficiente energía en los acumuladores de alta tensión que hacen  accionar al sistema IMA. Si no hay suficiente energía el Motor Auxiliar IMA se convertirá en un tipo alternador que se encargará de cargar a la batería de alta tensión por medio de 12 V DC, que a su vez será suministrado a todo el sistema eléctrico del vehículo. Una vez que se haya cargado la batería de alta tensión que suministra al IMA el vehículo híbrido comenzará su ciclo de funcionamiento nuevamente, logrando activar el Motor Auxiliar en velocidad de crucero apagando el motor de combustión interna. Aquí es donde las emisiones contaminantes se reducen a un mínimo, y solo se volverá a activar el motor de combustión interna cuando el conductor accione el acelerador.

## Desaceleración
Cuando el vehículo desacelera (Funciona el Motor de combustión interna y se corta la entrega de combustible a un mínimo) estando aún con el embrague, el motor auxiliar IMA por medio del movimiento de las ruedas produce energía AC misma que se transmite a la unidad de dirección de potencia (PDU), esta unidad transforma la Corriente alterna AC a Corriente directa DC, para ser exactos son 12V. Está energía se ocupa para recargar al  acumulador de alta tensión para su pronta recarga, además, también sirve para todos los sistemas electrónicos del automóvil que operan a 12V.
Durante el frenado la energía se regenera de manera progresiva (dependiendo de la fuerza ejercida en el pedal de freno). Un hecho importante es que si al momento de frenar el sistema ABS está operativo, automáticamente aparece en el tablero un testigo de operatividad del ABS provocando que la regeneración de energía sea interrumpida hasta que el sistema ABS sea desocupado (todo es controlado por la unidad de control). Mientras el sistema ABS esté ocupado la regeneración de energía solo será utilizada para el suministro a los componentes eléctricos del vehículo que operen a 12V.

## Marcha en Vacío o Ralentí
Cuando el vehículo esté en marcha Vacío (Ralentí), el Módulo de Control de Motor (MCM) mandara una señal a la (EMC) indicando si la batería de alta tensión tiene la suficiente energía para impulsar el Motor Auxiliar IMA. Si la respuesta es negativa se realizará un aumento al número de revoluciones por minuto del motor principal (Motor de combustión interna) a aproximadamente 1100 a 1200 RPM con el fin de que el IMA generé energía para recargar la batería de alta tensión, además de los componentes eléctricos a 12V del vehículo.
Si la batería de alta tensión está lo suficientemente cargada, el motor de combustión interna es apagado y solo está operando el motor auxiliar lo que permite una reducción en los gases contaminantes.

## Otros nombres
- ISG: Integrated Starter Generator
- ISA: Integrated Starter Alternator
- ISAD: Integrated Starter Alternator Damper
- CAS: Combined Alternator Starter
- CSA: Crankshaft Starter Alternator o Combined Starter Alternator
- CISG: Crank-mounted Integrated Starter Generator

## Lista de vehículos en usar IMA

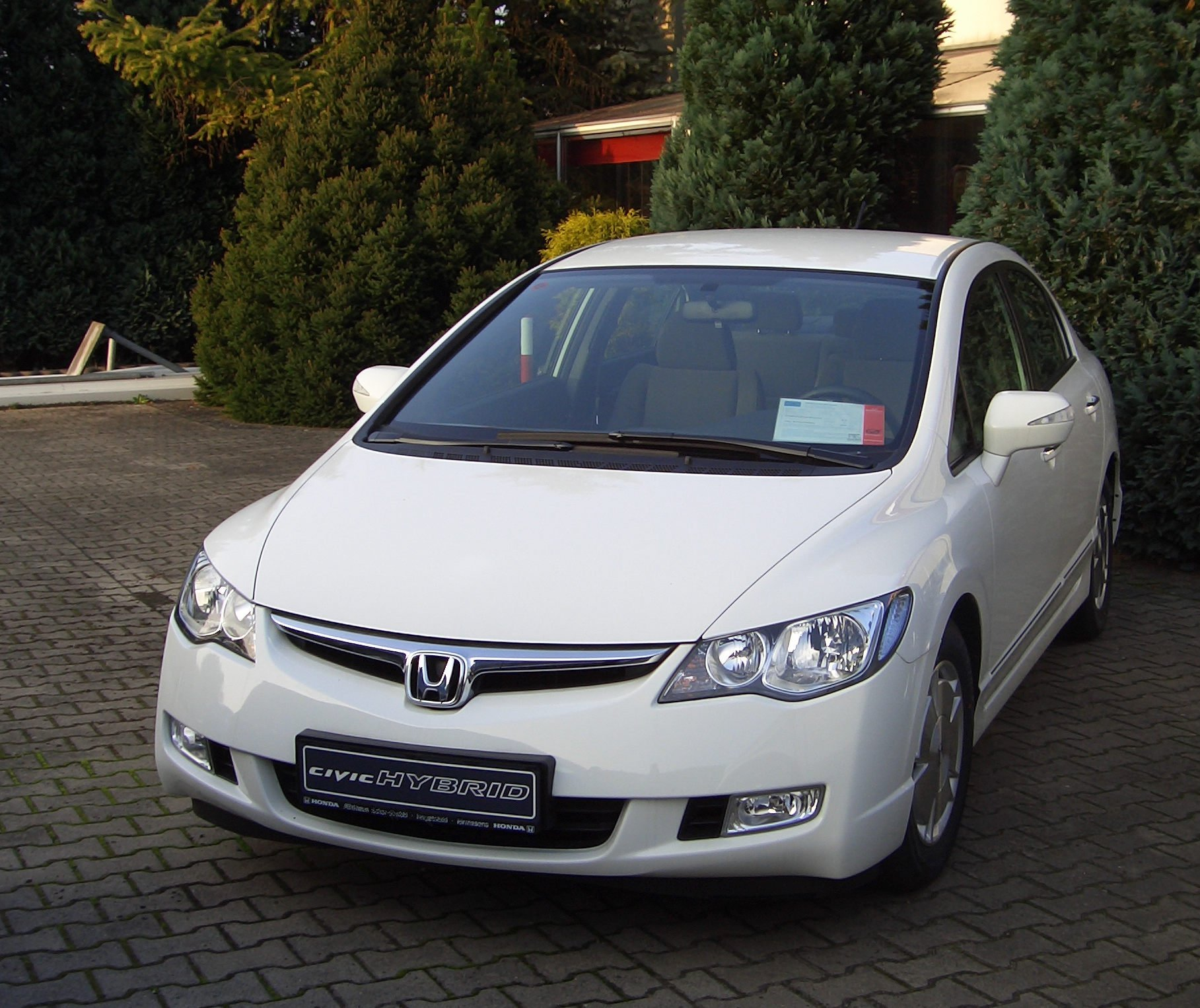
Honda Civic Hybrid con sistema IMA

- Honda J-VX (Concept Car) 1997
- Honda Insight 1999-2006 y 2010-
- Honda Dualnote (Concept Car) 2001
- Honda Civic Hybrid 2003-
- Honda Accord Hybrid 2005-2007
- Honda CR-Z 2010-
- Acura ILX Hybrid 2013-